# 梅利尼察-波迪利斯卡

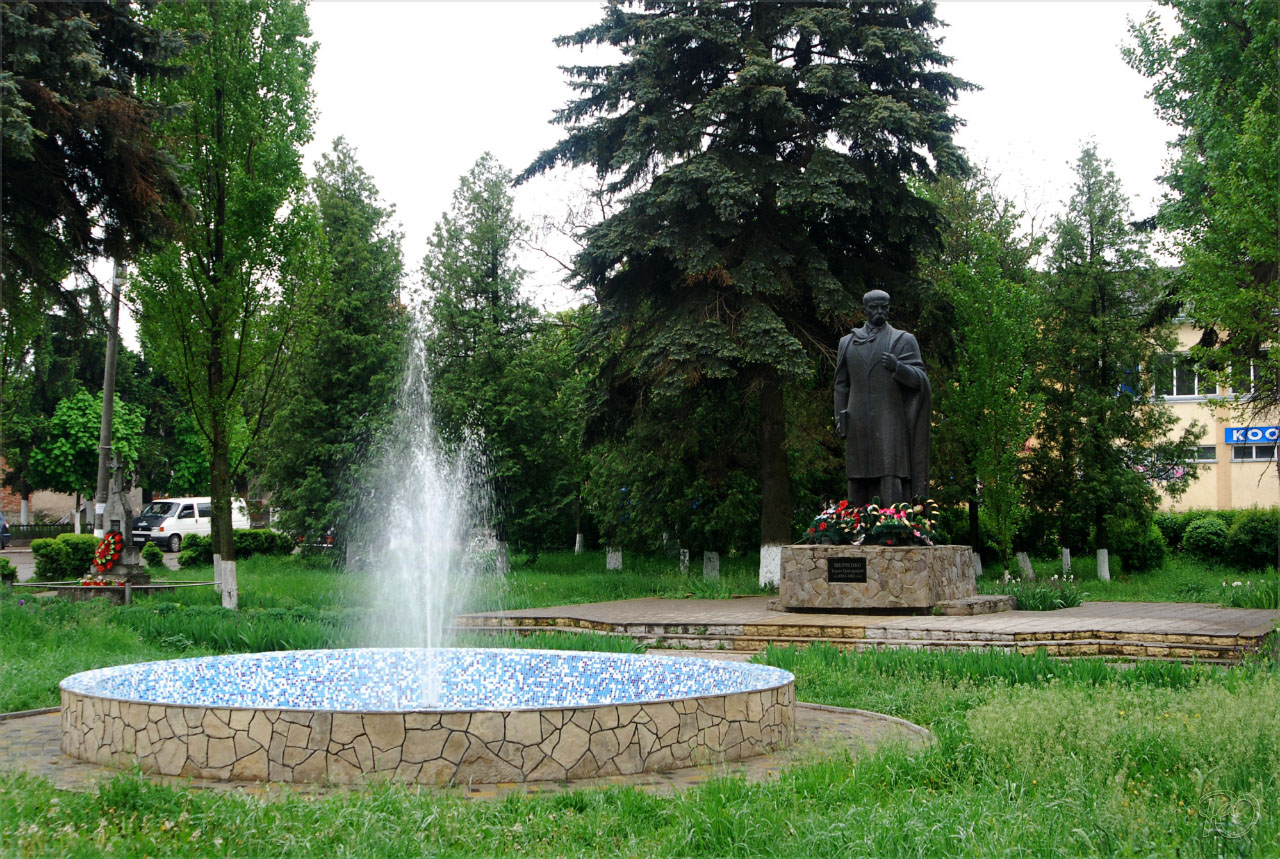
喷泉和謝甫琴科雕像

48°36′22″N 26°10′55″E / 48.60611°N 26.18194°E
梅利尼察-波迪利斯卡（烏克蘭語：Мельниця-Подільська）是烏克蘭西部捷爾諾波爾州喬爾特基夫區梅利尼察-波迪利斯卡市镇内的鎮及其行政中心。處於德涅斯特河畔，始建於十三世紀，面積10平方公里，海拔高度310米，2012年人口3,724，人口密度每平方公里372.4人。